# 진유리
진유리(1992년 3월 7일 ~ )는 대한민국의 레이싱 모델이다.

## 경력

### 레이싱모델 경력
- 2017년 - 서울오토살롱 더브아이알 인포 레이싱모델
- 2018년 - 서울오토살롱 덱스크루 레이싱모델
- 2019년 - 경기국제보트쇼 포즈모델
- 2019년 - 오토살롱위크 타입포 모델